# كارول فارلي
كارول فارلي (بالإنجليزية: Carole Farley)‏ هي مغنية أوبرا ومغنية أمريكية، ولدت في 29 نوفمبر 1946.

## وصلات خارجية
- الموقع الرسمي
- كارول فارلي على موقع ميوزك برينز (الإنجليزية)
- كارول فارلي على موقع أول ميوزيك (الإنجليزية)
- كارول فارلي على موقع ديسكوغز (الإنجليزية)